# 积石军之战
积石军之战是唐朝与吐蕃的战争中的一次战役。指天宝六载（747年）七月，唐将哥舒翰为保护麦收，抗击吐蕃军的战役。
天宝五载（746年）正月，王忠嗣接任河西、陇右节度使并知朔方、河东节度事。王忠嗣身兼四镇，想到吐蕃国骑兵强盛，于是在边地重金收购战马，补充唐军骑兵，削弱敌方实力。准备妥当，王忠嗣集中大兵，与吐蕃在青海（今青海湖）、积石（今青海阿尼玛卿山）等地激战，在墨离军（今青海省共和县）又击破臣附吐蕃的吐谷浑，传捷报俘获全部。每年麦熟之时，吐蕃出动大批兵马至积石军（今青海省贵德县）抢收粮食。吐蕃兵多出没不定，唐军守将无人防御，边地人称为“吐蕃麦庄”。天宝六载（747年）七月，王忠嗣的部将哥舒翰就任河源军使，派部将王难得、杨景晖等率领兵马到积石军设下埋伏。再派五千骑兵抢收粮食。吐蕃立足未稳，哥舒翰亲率精锐兵马从城中杀出。吐蕃军慌忙迎战，死伤过半，大败而逃。在积石军，中了王难得等人的伏击，全军覆没。